# L'Ours Maturin et la Famille Wallace

L'Ours Maturin et la Famille Wallace est une série télévisée imaginée par Jean-Alexandre Blanchet et produite par TF1.
Écrite par Jean-Alexandre Blanchet et composée de sketches courts (1 min 30 s) réalisés par Yves Matthey, elle est diffusée en France dans le cadre de l'émission de Christophe Dechavanne Coucou c'est nous !.

## Distribution
- Jean-Alexandre Blanchet : l'ours Maturin
- Laurent Deshusses : Bob
- Vanessa Larré : Renate
- Farney Dougoud : Greg